# Метагенез (биология)

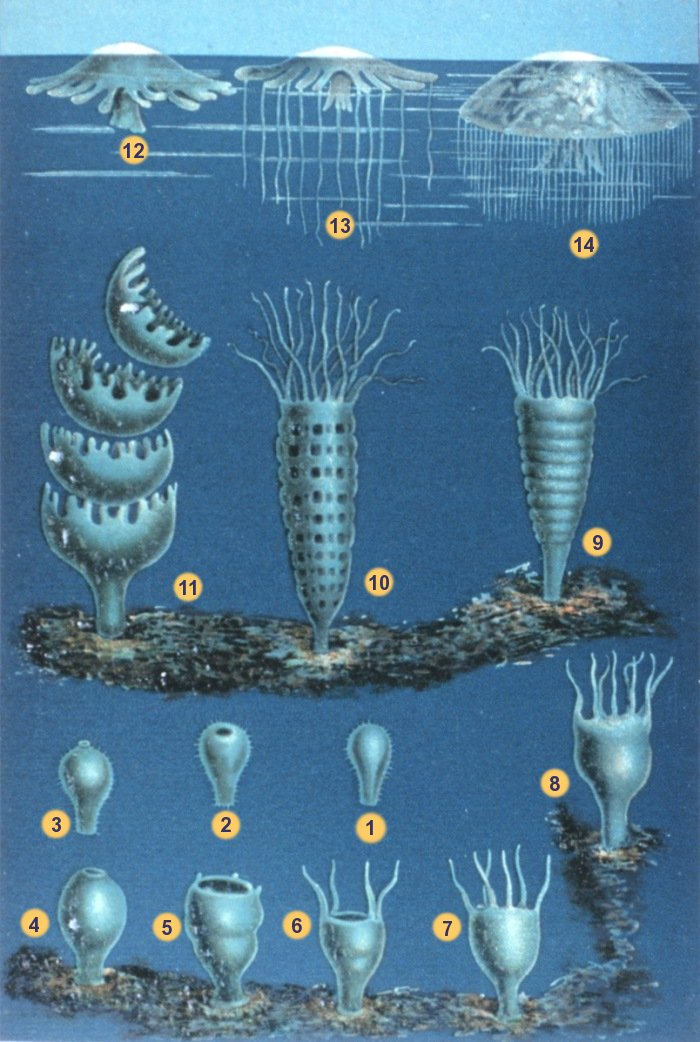
Метагенетический жизненный цикл сцифоидных медуз.
1-11 — стадии развития бесполого поколения (полипа) — от оседания планулы на субстрат и до стробиляции ;
11-14 — стадии развития полового поколения (медузы) — от эфиры до половозрелой особи.

Метагене́з (также чередование поколений) — форма жизненного цикла животных, состоящая в закономерном чередовании бесполых поколений и поколений, размножающихся половым путём.

## Примеры
Метагенез характерен для большинства гидроидных и сцифоидных книдарий, к половому поколению относятся медузы, а к бесполому — полипы.
Классическим метагенезом характеризуются сальпы, в жизненным цикле которых чередование двух поколений: одиночных оозооидов, размножающихся почкованием, и колониальных гермафродитных бластозооидов.
Кроме того метагенез может быть характерен для отдельных групп или представителей многих других таксонов животных, например для обладающих эпитокными стадиями многощетинковых червей, или для размножающихся на личиночных стадиях паразитических плоских червей.

## Ограничения на использование термина

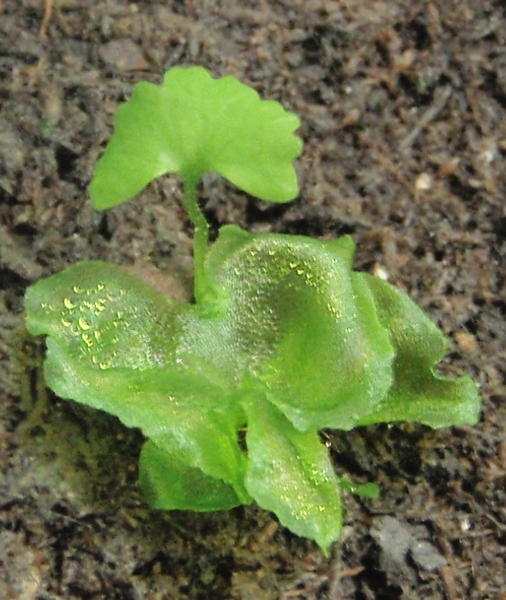
Гаметофит папортника Оноклея чувствительная (Onoclea sensibilis) (плоское слоевище внизу) с начинающим расти из него спорофитом-потомком (небольшая ветвь вверху)

Термин в основном используется для характеристики жизненных циклов многоклеточных животных, и, несмотря на то, что в жизненных циклах некоторых протистов (например у апикомлекс или фораминифер) происходит закономерная смена полового и бесполого поколения, их жизненные циклы как правило не обозначаются, как метагенетические; применяется термин «чередование поколений».